# Сиудад де Ахалпан (Ахалпан)
Сиудад де Ахалпан (шп. Ciudad de Ajalpan) насеље је у Мексику у савезној држави Пуебла у општини Ахалпан. Насеље се налази на надморској висини од 1218 м.

## Становништво
Према подацима из 2010. године у насељу је живело 28031 становника.

### Хронологија
| Година       | 2000                  | 2005                  | 2010                  |
| ------------ | --------------------- | --------------------- | --------------------- |
| Становништво | 22261 (10814 / 11447) | 24804 (11932 / 12872) | 28031 (13514 / 14517) |

### Попис
| \| \| м \| \| \| ж \| \| 0—2 \| 922 \| \| \| 849 \| \| 3—5 \| 963 \| \| \| 949 \| \| 6—11 \| 2.007 \| \| \| 1.958 \| \| 12—14 \| 952 \| \| \| 966 \| \| 15—17 \| 935 \| \| \| 948 \| \| 18—24 \| 1.888 \| \| \| 2.069 \| \| 60+ \| 828 \| \| \| 1.052 \| \| Просек : \| 25,8 \| \| \| 27,3 \| |       |  |  |       |
| |       |  |  |       |
| | м     |  |  | ж     |
| 0—2 | 922   |  |  | 849   |
| 3—5 | 963   |  |  | 949   |
| 6—11 | 2.007 |  |  | 1.958 |
| 12—14 | 952   |  |  | 966   |
| 15—17 | 935   |  |  | 948   |
| 18—24 | 1.888 |  |  | 2.069 |
| 60+ | 828   |  |  | 1.052 |
| Просек : | 25,8  |  |  | 27,3  |

| #   | Индикатор                                                                                        | Вредност |
| --- | ------------------------------------------------------------------------------------------------ | -------- |
| 1   | Становништво од 0 до 2 године                                                                    | 1771     |
| 2   | Мушко становништво од 0 до 2 године                                                              | 922      |
| 3   | Женско становништво од 0 до 2 године                                                             | 849      |
| 4   | Становништво са 3 и више година                                                                  | 26229    |
| 5   | Мушко становништво са 3 и више година                                                            | 12580    |
| 6   | Женско становништво са 3 и више година                                                           | 13649    |
| 7   | Становништво са 5 и више година                                                                  | 24976    |
| 8   | Мушко становништво са 5 и више година                                                            | 11954    |
| 9   | Женско становништво са 5 и више година                                                           | 13022    |
| 10  | Становништво са 12 и више година                                                                 | 20352    |
| 11  | Мушко становништво са 12 и више година                                                           | 9610     |
| 12  | Женско становништво са 12 и више година                                                          | 10742    |
| 13  | Становништво са 15 и више година                                                                 | 18434    |
| 14  | Мушко становништво са 15 и више година                                                           | 8658     |
| 15  | Женско становништво са 15 и више година                                                          | 9776     |
| 16  | Становништво са 18 и више година                                                                 | 16551    |
| 17  | Мушко становништво са 18 и више година                                                           | 7723     |
| 18  | Женско становништво са 18 и више година                                                          | 8828     |
| 19  | Становништво од 3 до 5 година                                                                    | 1912     |
| 20  | Мушко становништво од 3 до 5 година                                                              | 963      |
| 21  | Женско становништво од 3 до 5 година                                                             | 949      |
| 22  | Становништво од 6 до 11 година                                                                   | 3965     |
| 23  | Мушко становништво од 6 до 11 година                                                             | 2007     |
| 24  | Женско становништво од 6 до 11 година                                                            | 1958     |
| 25  | Становништво од 8 до 14 година                                                                   | 4632     |
| 26  | Мушко становништво од 8 до 14 година                                                             | 2311     |
| 27  | Женско становништво од 8 до 14 година                                                            | 2321     |
| 28  | Становништво од 12 до 14 година                                                                  | 1918     |
| 29  | Мушко становништво од 12 до 14 година                                                            | 952      |
| 30  | Женско становништво од 12 до 14 година                                                           | 966      |
| 31  | Становништво од 15 до 17 година                                                                  | 1883     |
| 32  | Мушко становништво од 15 до 17 година                                                            | 935      |
| 33  | Женско становништво од 15 до 17 година                                                           | 948      |
| 34  | Становништво од 18 до 24 године                                                                  | 3957     |
| 35  | Мушко становништво од 18 до 24 године                                                            | 1888     |
| 36  | Женско становништво од 18 до 24 године                                                           | 2069     |
| 37  | Женско становништво од 15 до 49 година                                                           | 7824     |
| 38  | Становништво са 60 и више година                                                                 | 1880     |
| 39  | Мушко становништво са 60 и више година                                                           | 828      |
| 40  | Женско становништво са 60 и више година                                                          | 1052     |
| 41  | Однос између мушкараца и жена                                                                    | 93.09    |
| 42  | Становништво од нуле до 14 година                                                                | 9566     |
| 43  | Становништво од 15 до 64 године                                                                  | 17129    |
| 44  | Становништво од 65 година и више                                                                 | 1305     |
| 45  | Просечан број деце                                                                               | 2.35     |
| 46  | Становништво рођено у ентитету                                                                   | 26958    |
| 47  | Мушко становништво рођено у ентитету                                                             | 13053    |
| 48  | Женско становништво рођено у ентитету                                                            | 13905    |
| 49  | Становништво рођено у другом ентитету                                                            | 996      |
| 50  | Мушко становништво рођено у другом ентитету                                                      | 429      |
| 51  | Женско становништво рођено у другом ентитету                                                     | 567      |
| 52  | Становништво од 5 година и више резидентно у ентитету у јуну 2005. године                        | 24551    |
| 53  | Мушко становништво старосног доба од 5 година и више, резидентно у ентитету у јуну 2005. године  | 11715    |
| 54  | Женско становништво старосног доба од 5 и више година, резидентно у ентитету у јуну 2005. године | 12836    |
| 55  | Становништво од 5 година и више које је живело у другом ентитету у јуну 2005. године             | 240      |
| 56  | Мушко становништво старије од 5 година које је живело у другом ентитету у јуну 2005. године      | 111      |
| 57  | Женско становништво старије од 5 година које је живело у другом ентитету у јуну 2005. године     | 129      |
| 58  | Становништво од 3 године и више које говори аутохтони језик                                      | 3229     |
| 59  | Мушко становништво старо 3 године и више које говори аутохтони језик                             | 1459     |
| 60  | Женско становништво старо 3 године и више које говори аутохтони језик                            | 1770     |
| 61  | Становништво од 3 године и више које говори аутохтони језик и не говори шпански језик            | 21       |
| 62  | Мушко становништво старо 3 године и више које говори аутохтони језик и не говори шпански         | 6        |
| 63  | Женско становништво старо 3 године и више које говори аутохтони језик и не говори шпански језик  | 15       |
| 64  | Становништво старо 3 године и више које говори аутохтони језик и шпански                         | 3017     |
| 65  | Мушко становништво старо 3 године и више које говори аутохтони језик и шпански                   | 1379     |
| 66  | Женско становништво старо 3 године и више које говори аутохтони језик и шпански                  | 1638     |
| 67  | Становништво од 5 година и више које говори аутохтони језик                                      | 3224     |
| 68  | Становништво од 5 година и више које говори аутохтони језик и не говори шпански језик            | 21       |
| 69  | Становништво од 5 година и више које говори аутохтони језик и говори шпански језик               | 3013     |
| 70  | Становништво у домородачким домаћинствима                                                        | 9315     |
| 71  | Становништво са ограничењима у активностима                                                      | 1261     |
| 72  | Становништво са ограниченим ходањем или кретањем, горе или доле                                  | 638      |
| 73  | Становници са ограничењима вида, чак и уз кориштење сочива                                       | 449      |
| 74  | Становништво са ограничењима говора, комуникације или конверзације                               | 112      |
| 75  | Становништво са ограниченим слухом                                                               | 137      |
| 76  | Становништво са ограничењима при одевању, купању или јелу                                        | 49       |
| 77  | Становништво са ограничењима у опажању или учењу једноставних ствари                             | 60       |
| 78  | Становништво са менталним ограничењима                                                           | 72       |
| 79  | Становништво без ограничења активности                                                           | 26654    |
| 80  | Становништво од 3 до 5 година које не похађа школу                                               | 1164     |
| 81  | Мушко становништво од 3 до 5 година које не похађа школу                                         | 591      |
| 82  | Женско становништво од 3 до 5 година које не похађа школу                                        | 573      |
| 83  | Становништво од 6 до 11 година које не похађа школу                                              | 317      |
| 84  | Мушко становништво од 6 до 11 година које не похађа школу                                        | 176      |
| 85  | Женско становништво од 6 до 11 година које не похађа школу                                       | 141      |
| 86  | Становништво од 12 до 14 година које не похађа школу                                             | 522      |
| 87  | Мушко становништво од 12 до 14 година које не похађа школу                                       | 270      |
| 88  | Женско становништво од 12 до 14 година које не похађа школу                                      | 252      |
| 89  | Становништво од 15 до 17 година похађа школу                                                     | 824      |
| 90  | Мушко становништво од 15 до 17 година похађа школу                                               | 395      |
| 91  | Женско становништво између 15 и 17 година живота у школи                                         | 429      |
| 92  | Становништво од 18 до 24 године похађа школу                                                     | 641      |
| 93  | Мушко становништво од 18 до 24 године похађа школу                                               | 323      |
| 94  | Женско становништво од 18 до 24 године похађа школу                                              | 318      |
| 95  | Становништво од 8 до 14 година које не може да чита и пише                                       | 293      |
| 96  | Мушко становништво старосног доба од 8 до 14 година које не може да чита и пише                  | 160      |
| 97  | Женско становништво старосног доби од 8 до 14 година које не може да чита и пише                 | 133      |
| 98  | Становништво од 15 година и више које је неписмено                                               | 2637     |
| 99  | Мушко становништво од 15 година и више које је неписмено                                         | 916      |
| 100 | Женско становништво од 15 година и више које је неписмено                                        | 1721     |
| 101 | Становништво старо 15 и више година без школовања                                                | 2086     |
| 102 | Мушко становништво старо 15 и више година без школовања                                          | 710      |
| 103 | Женско становништво старо 15 и више година без школовања                                         | 1376     |
| 104 | Становништво старосног доба 15 и више година са непотпуним основним образовањем                  | 4285     |
| 105 | Мушко становништво старосног доба од 15 година и више са непотпуном основним образовањем         | 2028     |
| 106 | Женско становништво старосног доба 15 и више година са непотпуном основним образовањем           | 2257     |
| 107 | Становништво старо 15 и више година са комплетним основним образовањем                           | 4809     |
| 108 | Мушко становништво старо 15 година и више са комплетним основним образовањем                     | 2272     |
| 109 | Женско становништво старо 15 и више година са комплетним основним образовањем                    | 2537     |
| 110 | Становништво старосног доба 15 и више година са непотпуним средњим образовањем                   | 858      |
| 111 | Мушко становништво старосног доба од 15 година и више са непотпуним средњим образовањем          | 488      |
| 112 | Женско становништво старосног доба од 15 година и више са непотпуним средњим образовањем         | 370      |
| 113 | Становништво старо 15 и више година са пуним секундарном образовањем                             | 2691     |
| 114 | Мушко становништво старосног доба од 15 година и више са пуним секундарном образовањем           | 1352     |
| 115 | Женско становништво старосног доба од 15 година и више са пуним секундарном образовањем          | 1339     |
| 116 | Становништво старије од 18 година са постосновним образовањем                                    | 3223     |
| 117 | Мушко становништво старије од 18 година са постосновним образовањем                              | 1591     |
| 118 | Женско становништво старије од 18 година са постосновним образовањем                             | 1632     |
| 119 | Просечна оцена школовања                                                                         | 6.49     |
| 120 | Просечан ниво образовања мушке популације                                                        | 6.79     |
| 121 | Просечан ниво образовања женског становништва                                                    | 6.23     |
| 122 | Економски активно становништво                                                                   | 11439    |
| 123 | Економски активна мушка популација                                                               | 7636     |
| 124 | Економски активна женска популација                                                              | 3803     |
| 125 | Становништво које није економски активно                                                         | 8799     |
| 126 | Мушко становништво које није економски активно                                                   | 1900     |
| 127 | Женско становништво које није економски активно                                                  | 6899     |
| 128 | Запослено становништво                                                                           | 11314    |
| 129 | Запослено мушко становништво                                                                     | 7532     |
| 130 | Запослено женско становништво                                                                    | 3782     |
| 131 | Незапослена популација                                                                           | 125      |
| 132 | Незапослена мушка популација                                                                     | 104      |
| 133 | Незапослена женска популација                                                                    | 21       |
| 134 | Становништво без права на здравствене услуге                                                     | 20778    |
| 135 | Становништво које има право на здравствене услуге                                                | 7187     |
| 136 | Становништво које има право на ИМСС                                                              | 2845     |
| 137 | Становништво које има право на социјално осигурање                                               | 477      |
| 138 | Становништво које има право на државно социјално осигурање                                       | 316      |
| 139 | Становништво које има право на опште осигурање или здравствено осигурање за нову генерацију      | 3288     |
| 140 | Становништво које је било једном или није било у браку током 12 година и више                    | 7639     |
| 141 | Венчано или уједињено становништво од 12 година и више                                           | 11157    |
| 142 | Становништво које је било у браку или уједињено 12 година и више                                 | 1536     |
| 143 | Становништво са католичком религијом                                                             | 26046    |
| 144 | Протестанти, еванђелисти и библијски следбеници различити од еванђелиста                         | 1601     |
| 145 | Становништво са другим религијама различитим од претходних                                       | 0        |
| 146 | Становништво без религије                                                                        | 167      |
| 147 | Укупно пописаних домаћинства                                                                     | 5907     |
| 148 | Пописна домаћинства на челу са мушкарцима                                                        | 4664     |
| 149 | Пописна домаћинства на челу са женама                                                            | 1243     |
| 150 | Становништво у пописним домаћинствима                                                            | 28010    |
| 151 | Становништво у пописним домаћинствима на челу са мушкарцима                                      | 22879    |
| 152 | Становништво у пописним домаћинствима на челу са женама                                          | 5131     |
| 153 | Укупно домаћинстава                                                                              | 6568     |
| 154 | Укупно насељених домаћинстава                                                                    | 5914     |
| 155 | Укупно приватних кућа                                                                            | 6561     |
| 156 | Насељени приватни домови                                                                         | 5907     |
| 157 | Укупно насељених приватних кућа                                                                  | 5914     |
| 158 | Ненасељене приватне куће                                                                         | 404      |
| 159 | Појединачна домаћинства за привремену употребу                                                   | 250      |
| 160 | Становници у насељеним приватним кућама                                                          | 28010    |
| 161 | Насељеност станара у приватним становима                                                         | 4.74     |
| 162 | Просечно становника по соби у приватним насељеним домаћинствима                                  | 1.61     |
| 163 | Појединачна домаћинства са подовима од различитих материјала од земље                            | 4810     |
| 164 | Појединачна домаћинства у приземљу                                                               | 1060     |
| 165 | Појединачна домаћинства са једном спаваћом собом                                                 | 2711     |
| 166 | Појединачна домаћинства са две спаваће собе и више                                               | 3175     |
| 167 | Појединачна домаћинства са једним собом                                                          | 798      |
| 168 | Појединачна домаћинства са две собе                                                              | 1750     |
| 169 | Појединачна домаћинства са 3 собе и више                                                         | 3329     |
| 170 | Појединачна домаћинства која имају електрично светло                                             | 5814     |
| 171 | Појединачна домаћинства која немају електрично светло                                            | 74       |
| 172 | Појединачна домаћинства која имају водоводну воду у стамбеном простору                           | 4877     |
| 173 | Појединачна домаћинства која немају водоводну воду у стамбеном простору                          | 1007     |
| 174 | Појединачна домаћинства која имају тоалет                                                        | 5619     |
| 175 | Појединачна домаћинства која имају канализацију                                                  | 5253     |
| 176 | Појединачна домаћинства која немају канализацију                                                 | 629      |
| 177 | Појединачна домаћинства која имају електрично светло, довод воде из јавне мреже и канализацију   | 4459     |
| 178 | Појединачна домаћинства без икаквих услова                                                       | 213      |
| 179 | Појединачна домаћинства која имају радио                                                         | 4360     |
| 180 | Појединачна домаћинства која имају телевизор                                                     | 5396     |
| 181 | Појединачна домаћинства која имају фрижидер                                                      | 3856     |
| 182 | Појединачна домаћинства која имају машину за веш                                                 | 2360     |
| 183 | Појединачна домаћинства која имају аутомобил или комби                                           | 1301     |
| 184 | Појединачна домаћинства која имају рачунар                                                       | 603      |
| 185 | Појединачна домаћинства која имају фиксну телефонску линију                                      | 1167     |
| 186 | Појединачна домаћинства која имају мобилни телефон                                               | 2503     |
| 187 | Појединачна домаћинства која имају приступ интернету                                             | 415      |
| 188 | Величина локације                                                                                | 8        |